# Metriocnemus yakyheius
Metriocnemus yakyheius är en tvåvingeart som beskrevs av Sasa och Suzuki 2000. Metriocnemus yakyheius ingår i släktet Metriocnemus och familjen fjädermyggor. Inga underarter finns listade i Catalogue of Life.